# Марина Рајевић Савић
Марина Рајевић Савић (Пећ, 17. јун 1960) je телевизијска новинарка и супруга познатог бившег фудбалера Душана Савића и мајка фудбалера Вујадина Савића.
Водитељка је емисије „Док анђели спавају“ која се приказује на јутјуб каналу ,,Спутњик Србија", а претходно је ову емисију водила на телевизији БК, на трећем каналу РТС-а и на телевизији Храм.